# Distrito de Glâne
El distrito de Glâne (en francés District de la Glâne, en alemán Glânebezirk) es uno de los siete distritos del cantón de Friburgo. La capital del distrito es Romont. El distrito cuenta con 18.975 habitantes (2003) y tiene 169.08 km² de superficie.

## Geografía
El distrito de Glâne toma su nombre del río Glâne, que lo atraviesa de suroeste a nordeste. Glâne limita con el distrito de Broye-Vully (VD) al oeste y norte, con el distrito de Broye al nordeste, el de Sarine al este, el distrito de Gruyère al sureste, y el de Lavaux-Oron al sur. 

## Historia
Formado por cuarenta y tres comunas en 2000, el distrito de Glâne es el quinto del cantón por superficie y sexto en cuanto a la población que alberga. En la Edad Media, la región era poseída por los señores de Pont, los castellanos de Rue y los condes de Romont, todos vasallos de los Saboya. 
Friburgo anexa Romont y Rue en 1536, las cuales transformaría en bailías. Las prefecturas del mismo nombre creadas en 1798 fueron reunidas en un solo distrito en 1848 (en el cual no fueron incluidas algunas comunas de Rue, y en el que fueron anexadas algunas comunas de las bailías de Montagny y de Favargny).
El distrito de Glâne es de fuerte vocación agrícola, es el primer productor de queso gruyer de todo el cantón. El distrito está atravesado por la línea ferroviaria Lausana-Berna.

## Comunas
| Distrito de Glâne         | Distrito de Glâne      | Distrito de Glâne |
| Comunas                   | Población (31.12.2015) | Superficie km²    |
| ------------------------- | ---------------------- | ----------------- |
| Auboranges                | 272                    | 1.93              |
| Billens-Hennens           | 687                    | 4.87              |
| Chapelle (Glâne)          | 259                    | 2.03              |
| Châtonnaye                | 786                    | 6.31              |
| Ecublens                  | 332                    | 4.90              |
| Grangettes                | 191                    | 3.31              |
| La Folliaz                | 955                    | 9.86              |
| Le Châtelard              | 377                    | 7.51              |
| Massonnens                | 516                    | 4.25              |
| Mézières                  | 995                    | 8.93              |
| Montet (Glâne)            | 392                    | 2.19              |
| Romont                    | 5193                   | 10.89             |
| Rue                       | 1473                   | 11.21             |
| Siviriez                  | 2243                   | 20.28             |
| Torny                     | 885                    | 10.18             |
| Ursy                      | 2936                   | 14.95             |
| Villaz-Saint-Pierre       | 1231                   | 5.59              |
| Villorsonnens             | 1304                   | 15.47             |
| Vuisternens-devant-Romont | 2251                   | 24.06             |
| Total (19)                | 23 278}}               | 169.08            |

### Evolución

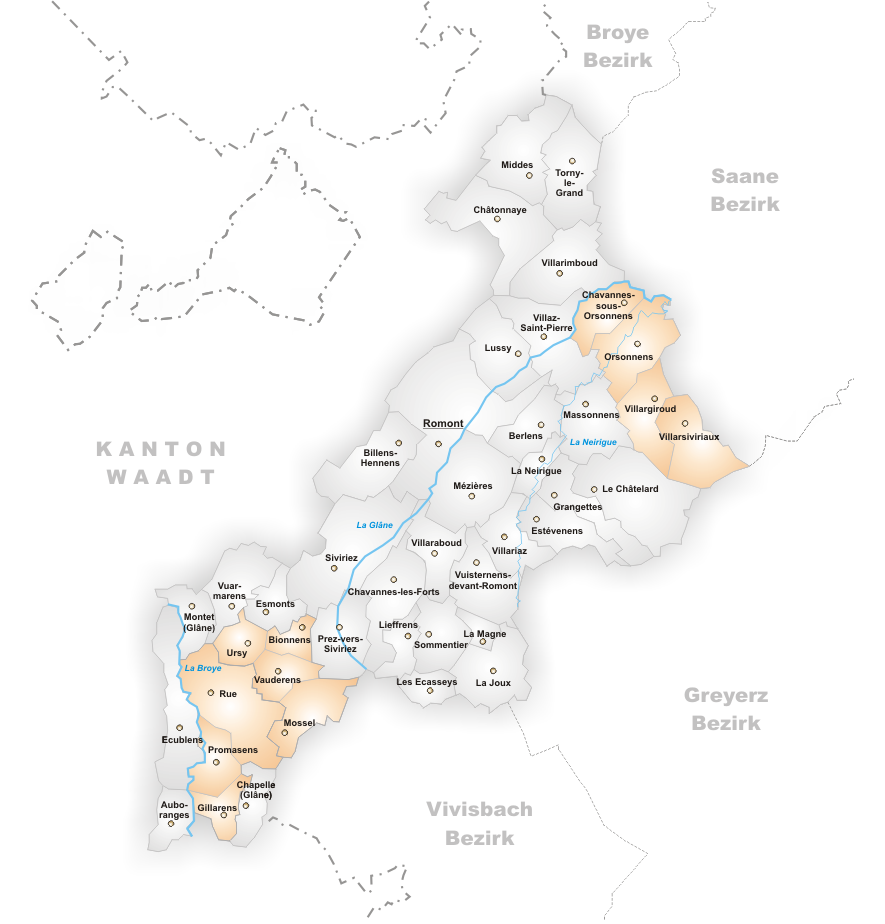
Comunas hasta 2000
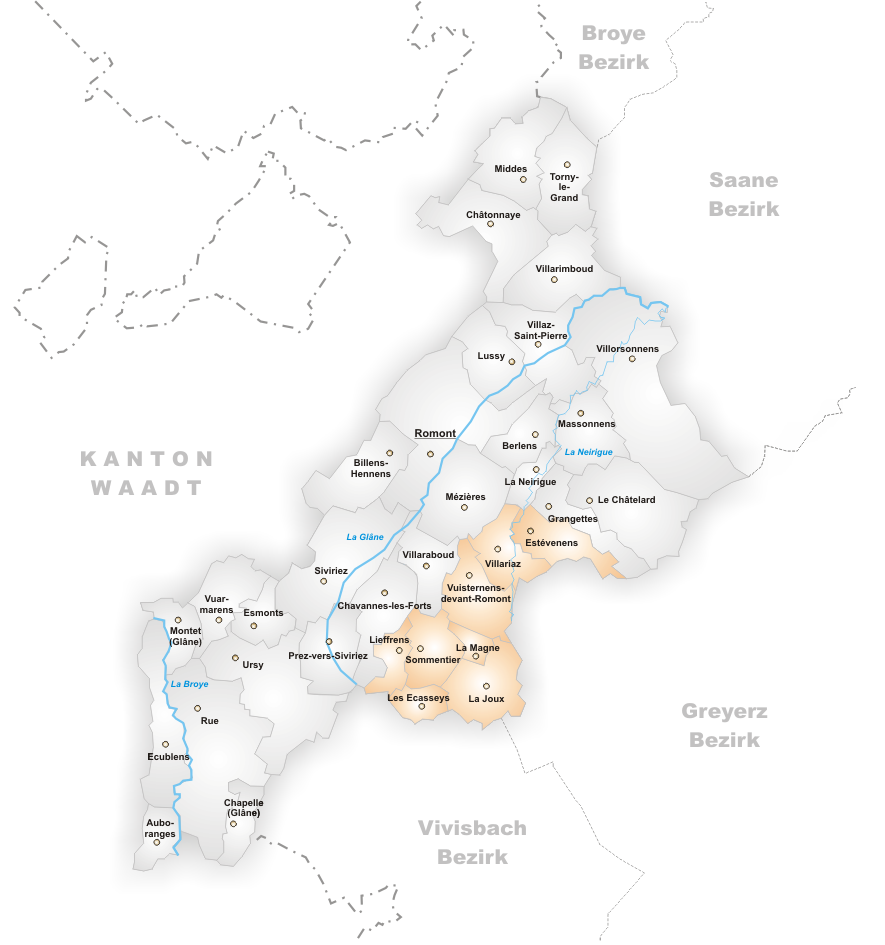
Comunas hasta 2002
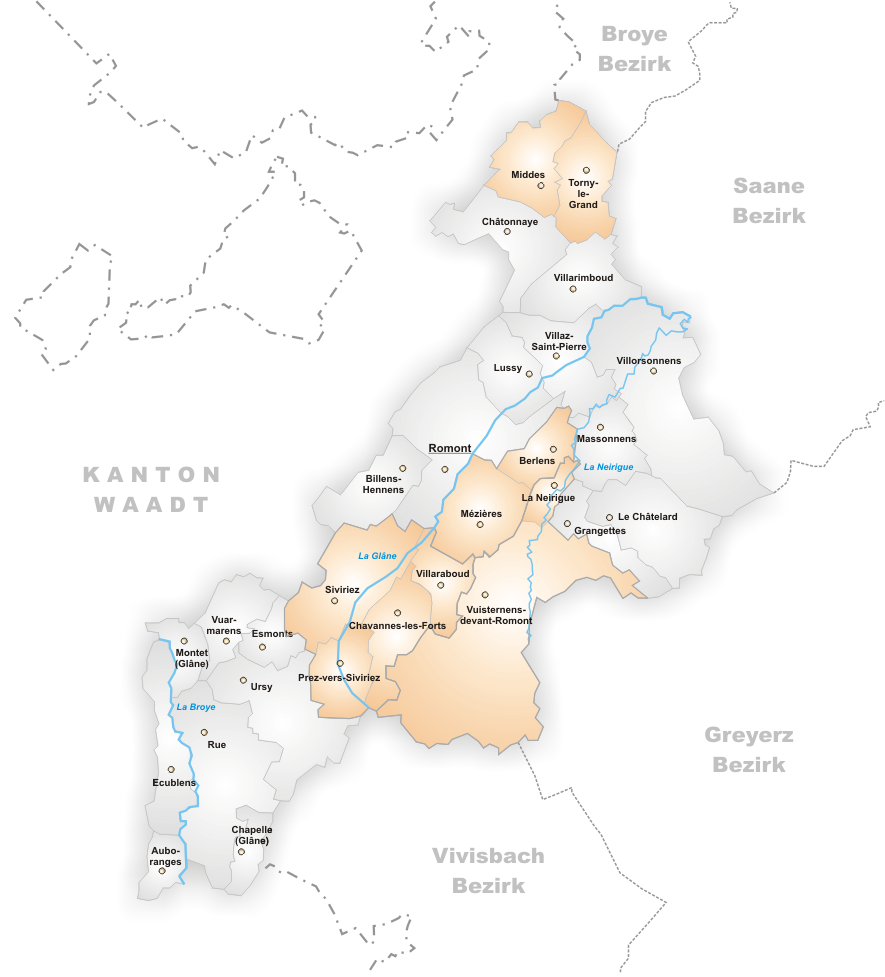
Comunas hasta 2003
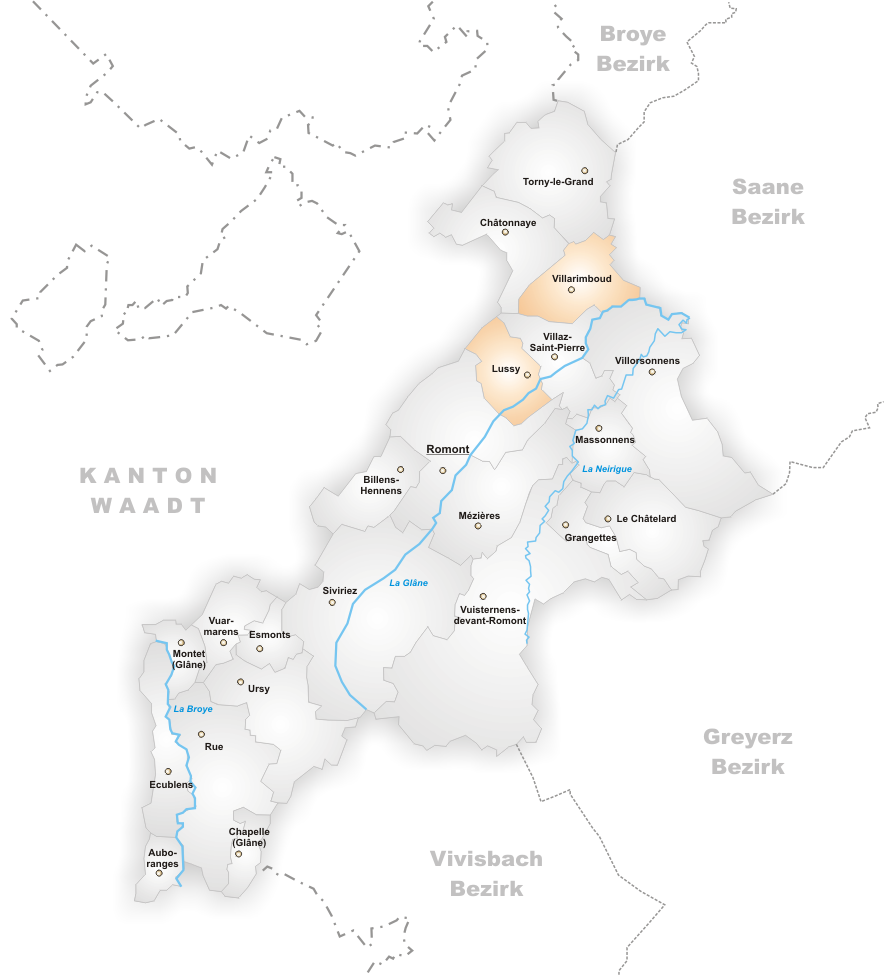
Comunas hasta 2004
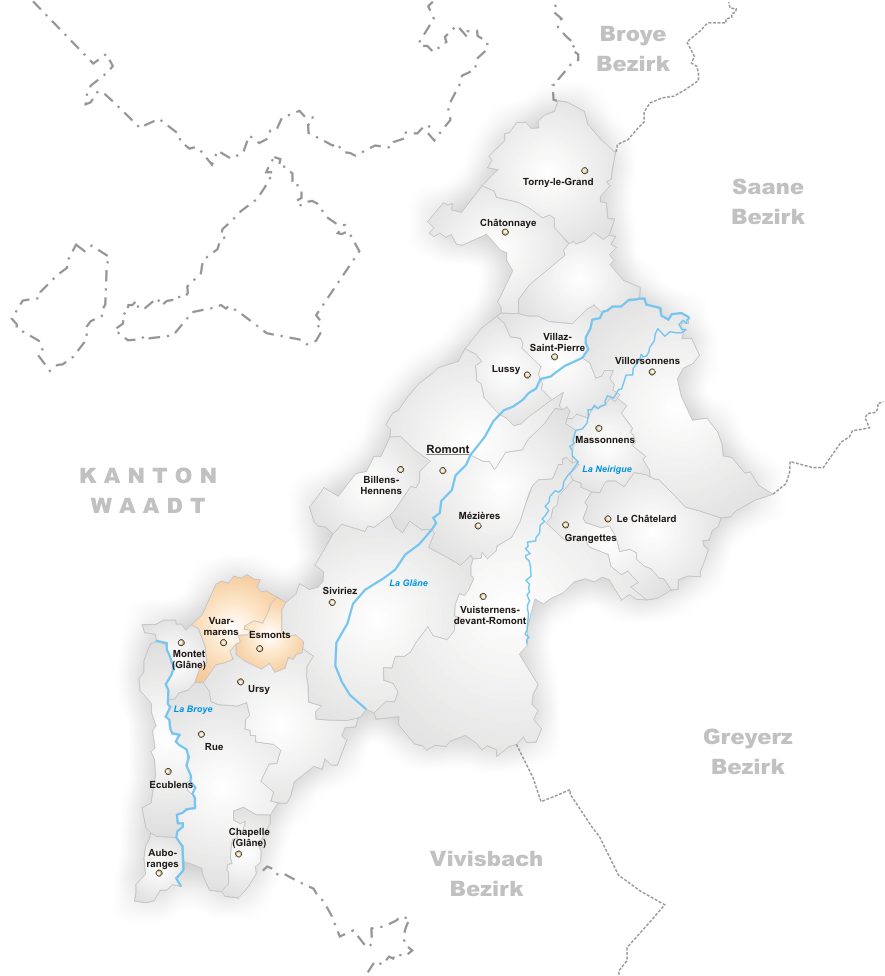
Comunas hasta 2005
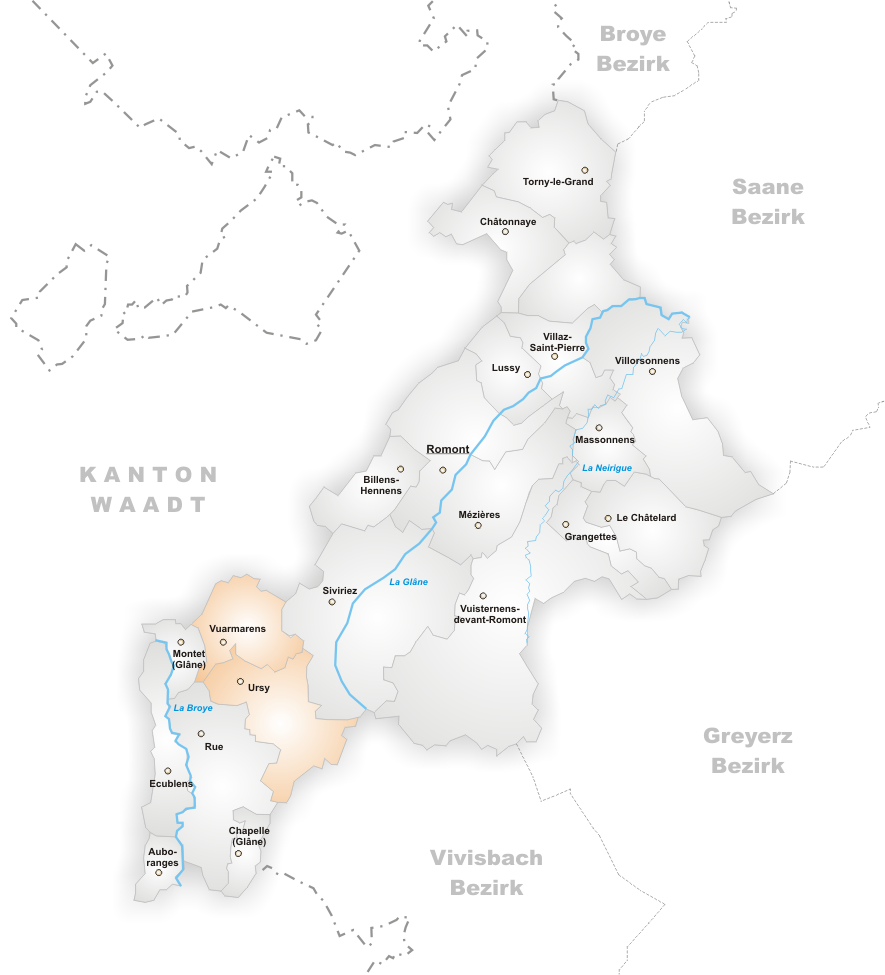
Comunas hasta 2011

### Fusiones
- 2001: Bionnens, Mossel, Ursy y Vauderens → Ursy
- 2001: Gillarens, Promasens, Rue → Rue
- 2001: Chavannes-sous-Orsonnens, Orsonnens, Villargiroud y Villarsiviriaux → Villorsonnens
- 2003: Les Ecasseys, Estévenens, La Joux, Lieffrens, La Magne, Sommentier, Villariaz y Vuisternens-devant-Romont → Vuisternens-devant-Romont
- 2004: Berlens y Mézières → Mézières-devant-Romont
- 2004: Middes y Torny-le-Grand → Torny
- 2004: Chavannes-les-Forts, Prez-vers-Siviriez, Siviriez y Villaraboud → Siviriez
- 2004: La Neirigue y Vuisternens-devant-Romont → Vuisternens-devant-Romont
- 2005: Lussy y Villarimboud → La Folliaz
- 2006: Esmonts y Vuarmarens → Vuarmarens
- 2012: Vuarmarens y Ursy → Ursy